# Christian Meyer (Radsportler)
Christian Meyer (* 12. Dezember 1969 in Freiburg im Breisgau) ist ein ehemaliger deutscher Radrennfahrer.

## Sportlicher Werdegang
Christian Meyer, ehemals aktiv im Verein Hannoverscher Radsport-Club von 1912, holte 1992 den Sieg im Mannschaftszeitfahren bei den Olympischen Sommerspielen in Barcelona, zusammen mit Bernd Dittert, Uwe Peschel und Michael Rich. 1993 wurde er gemeinsam mit Rich, Peschel und Andreas Walzer Vizeweltmeister im Mannschaftszeitfahren der Amateure.
1994 startete Meyer beim Giro d’Italia Dilettanti. Er stürzte, erlitt einen Lungenriss, brach sich zwei Brustwirbel und fiel ins Koma. Seitdem ist er querschnittgelähmt.
Der gelernte Bankkaufmann lebt mit seiner Familie in Denzlingen, wo er sich auch politisch engagiert.